# Крукед-Крік (Аляска)
Крукед-Крік (англ. Crooked Creek) — переписна місцевість (CDP) в США, в окрузі Бетел штату Аляска. Населення — 90 осіб (2020).

## Географія
Крукед-Крік розташований за координатами 61°49′27″ пн. ш. 158°3′49″ зх. д. / 61.82417° пн. ш. 158.06361° зх. д. (61.824119, -158.063707).  За даними Бюро перепису населення США в 2010 році переписна місцевість мала площу 278,14 км², з яких 258,52 км² — суходіл та 19,62 км² — водойми.

## Демографія
Згідно з переписом 2010 року, у переписній місцевості мешкало 105 осіб у 38 домогосподарствах у складі 26 родин. Густота населення становила 0 осіб/км².  Було 47 помешкань (0/км²).
Расовий склад населення:
| - 83,8 % — корінних американців - 7,6 % — білих |

До двох чи більше рас належало 8,6 %. Частка іспаномовних становила 0,0 % від усіх жителів.
За віковим діапазоном населення розподілялося таким чином: 32,4 % — особи молодші 18 років, 60,0 % — особи у віці 18—64 років, 7,6 % — особи у віці 65 років та старші. Медіана віку мешканця становила 28,5 року. На 100 осіб жіночої статі у переписній місцевості припадало 123,4 чоловіків;  на 100 жінок у віці від 18 років та старших — 129,0 чоловіків також старших 18 років.
Середній дохід на одне домашнє господарство  становив 40 577 доларів США (медіана — 31 250), а середній дохід на одну сім'ю — 41 996 доларів (медіана — 38 125). За межею бідності перебувало 39,8 % осіб, у тому числі 41,2 % дітей у віці до 18 років та 33,3 % осіб у віці 65 років та старших.
Цивільне працевлаштоване населення становило 33 особи. Основні галузі зайнятості: освіта, охорона здоров'я та соціальна допомога — 45,5 %, публічна адміністрація — 24,2 %, транспорт — 9,1 %, роздрібна торгівля — 6,1 %.